# 1944 (фільм)
1944 — естонський військово-драматичний фільм, який зняв Елмо Нюганен. Світова прем'єра відбулась 8 лютого 2015 року на Берлінському кінофестивалі, а в український широкий прокат стрічка вийшла 27 липня 2015 року. Фільм був висунутий Естонією на премію «Оскар-2016» у номінації «найкращий фільм іноземною мовою».

## Сюжет
Події фільму відбуваються під час битви за лінію «Танненберг» (25 липня — 10 серпня 1944 року) до бою при Техумарді (жовтень — листопад 1944 року). Другу світову війну в Естонії показано очима учасників подій з обох ворогуючих сторін — естонців, які воювали на боці німецької армії у 20-ї естонської дивізії Ваффен СС, і в складі 8-го Естонського стрілецького корпусу Радянської Армії.

## У ролях
- Каспар Велберг — Карл Таммік
- Крістіан Юкскюла — Юрі Йогі
- Майкен Шмідт — Айно Таммік
- Герд Раудсеп — Антс Сааресте
- Крістіан Сарв — Абрам Джофф